# Кваркенський район
Ква́ркенський район (рос. Кваркенский район) — муніципальний район у складі Оренбурзької області Російської Федерації.
Адміністративний центр — село Кваркено.

## Географія
Кваркенський район межує: на заході — з республікою Башкортостан, на півночі — з Челябінською областю, на сході — з Республікою Казахстан, на півдні — з Адамовським, Новоорським районами та Гайським міським округом Оренбурзької області.

## Історія
Кваркенський район утворений 30 травня 1927 року.

## Населення
Населення — 15202 особи (2019; 18655 в 2010, 23525 у 2002).

## Адміністративний поділ
Район адміністративно поділяється на 9 сільських поселень:
| Поселення                     | Площа, км² | Населення, осіб (2002) | Населення, осіб (2010) | Населення, осіб (2019) | Центр         | Населені пункти |
| ----------------------------- | ---------- | ---------------------- | ---------------------- | ---------------------- | ------------- | --------------- |
| Аландська сільська рада       | 1008,82    | 2572                   | 1755                   | 1281                   | Аландське     | 7               |
| Брієнтська сільська рада      | 733,20     | 2225                   | 1714                   | 1383                   | Брієнт        | 3               |
| Кваркенська сільська рада     | 577,71     | 5783                   | 5218                   | 4689                   | Кваркено      | 4               |
| Кіровська сільська рада       | 354,94     | 1456                   | 1157                   | 960                    | Кіровськ      | 4               |
| Комінтернівська сільська рада | 302,55     | 1595                   | 1174                   | 877                    | Комінтерн     | 3               |
| Красноярська селищна рада     | 324,77     | 3710                   | 3136                   | 2796                   | Красноярський | 2               |
| Новооренбурзька сільська рада | 286,43     | 868                    | 638                    | 268                    | Новооренбург  | 3               |
| Приморська сільська рада      | 745,39     | 2272                   | 1536                   | 1131                   | Приморськ     | 6               |
| Уральська сільська рада       | 850,49     | 3044                   | 2327                   | 1817                   | Уральське     | 9               |

- 2013 року ліквідована Зеленодольська сільська рада, територія увійшла до складу Аландської сільради[4]; ліквідована Просторська сільська рада, територія увійшла до складу Брієнтської сільради[5]; ліквідована Айдирлінська селищна рада, територія увійшла до складу Кваркенської сільради[6].
- 2018 року ліквідована Таналицька сільська рада, територія увійшла до складу Приморської сільради[7]; ліквідована Уртазимська сільська рада, територія увійшла до складу Уральської сільради[8].

## Найбільші населені пункти
Нижче подано перелік населених пунктів з чисельність населення понад 1000 осіб:
| № | Населений пункт | Населення, осіб (2002) | Населення, осіб (2010) |
| - | --------------- | ---------------------- | ---------------------- |
| 1 | Кваркено        | 4184                   | 3923                   |
| 2 | Красноярський   | 3236                   | 2763                   |

## Господарство
Сільське господарство носить багатогалузевий характер. У районі розводять — велику рогату худоба, овець, коней, свиней. Із зернових культур переважають — пшениця, ячмінь, з кормових культур — кукурудза і соняшник, овес.